# Giro Rosa 2017
28. edycja kobiecego, etapowego wyścigu kolarskiego Giro Rosa odbyła się w dniach 30 czerwca - 9 lipca 2017 roku we Włoszech. Liczyła 10 etapów o łącznym dystansie 1008,6 km.
Giro Rosa był dwunastym w sezonie wyścigiem cyklu UCI Women’s World Tour, będącym serią najbardziej prestiżowych zawodów kobiecego kolarstwa.
Zwyciężczynią została Holenderka Anna van der Breggen, dla której było to już piąte w tym sezonie zwycięstwo w zawodach tego cyklu.

## Etapy
| Etap | Data       | Start – Meta                                | km    | Typ         | Zwycięzca etapu      | Lider                |
| ---- | ---------- | ------------------------------------------- | ----- | ----------- | -------------------- | -------------------- |
| 1.   | 30 czerwca | Aquileia – Grado                            | 11,5  | TTT         | Boels-Dolmans        | Karol-Ann Canuel     |
| 2.   | 1 lipca    | Zoppola – Montereale Valcellina             | 122,3 | Pagórkowaty | Annemiek van Vleuten | Anna van der Breggen |
| 3.   | 2 lipca    | San Fior – San Vendemiano                   | 102,5 | Płaski      | Hannah Barnes        | Anna van der Breggen |
| 4.   | 3 lipca    | Occhiobello – Occhiobello                   | 118   | Płaski      | Jolien D’Hoore       | Anna van der Breggen |
| 5.   | 4 lipca    | Sant’Elpidio a Mare – Sant’Elpidio a Mare   | 12,7  | ITT         | Annemiek van Vleuten | Anna van der Breggen |
| 6.   | 5 lipca    | Roseto degli Abruzzi – Roseto degli Abruzzi | 116,2 | Płaski      | Lotta Lepistö        | Anna van der Breggen |
| 7.   | 6 lipca    | Isernia – Baronissi                         | 145,5 | Płaski      | Sheyla Gutiérrez     | Anna van der Breggen |
| 8.   | 7 lipca    | Baronissi – Palinuro                        | 139,2 | Górski      | Lucinda Brand        | Anna van der Breggen |
| 9.   | 8 lipca    | Palinuro – Polla                            | 116,8 | Płaski      | Marta Bastianelli    | Anna van der Breggen |
| 10.  | 9 lipca    | Torre del Greco – Torre del Greco           | 124   | Pagórkowaty | Megan Guarnier       | Anna van der Breggen |

### Etap 1 – 30.06: Aquileia - Grado – 11,5 km
| #  | Zespół        | Czas    |
| -- | ------------- | ------- |
| 1. | Boels-Dolmans | 14' 47" |
| 2. | Team Sunweb   | + 19"   |
| 3. | Orica-Scott   | + 22"   |

| #   | Zawodnik             | Zespół              | Czas     |
| --- | -------------------- | ------------------- | -------- |
| 1.  | Karol-Ann Canuel     | Boels-Dolmans       | 14' 47"  |
| 2.  | Megan Guarnier       | Boels-Dolmans       | + 0"     |
| 3.  | Amalie Dideriksen    | Boels-Dolmans       | + 0"     |
|     |                      |                     |          |
| 31. | Katarzyna Niewiadoma | WM3 Pro Cycling     | + 37"    |
| 54. | Anna Plichta         | WM3 Pro Cycling     | + 1' 05" |
| 67. | Eugenia Bujak        | BTC City Ljubljana  | + 1' 21" |
| 76. | Małgorzata Jasińska  | Cylance Pro Cycling | + 1' 24" |

### Etap 2 – 01.07: Zoppola - Montereale Valcellina – 122,3 km
| #   | Zawodnik             | Zespół              | Czas       |
| --- | -------------------- | ------------------- | ---------- |
| 1.  | Annemiek van Vleuten | Orica-Scott         | 3h 11' 51" |
| 2.  | Anna van der Breggen | Boels-Dolmans       | + 0"       |
| 3.  | Elisa Longo Borghini | Wiggle High5        | + 0"       |
|     |                      |                     |            |
| 4.  | Katarzyna Niewiadoma | WM3 Pro Cycling     | + 1' 54"   |
| 31. | Eugenia Bujak        | BTC City Ljubljana  | + 4' 40"   |
| 70. | Anna Plichta         | WM3 Pro Cycling     | + 5' 39"   |
| 73. | Małgorzata Jasińska  | Cylance Pro Cycling | + 5' 39"   |

| #   | Zawodnik             | Zespół              | Czas       |
| --- | -------------------- | ------------------- | ---------- |
| 1.  | Anna van der Breggen | Boels-Dolmans       | 3h 26' 32" |
| 2.  | Annemiek van Vleuten | Orica-Scott         | + 18"      |
| 3.  | Elisa Longo Borghini | Wiggle High5        | + 26"      |
|     |                      |                     |            |
| 6.  | Katarzyna Niewiadoma | WM3 Pro Cycling     | + 2' 37"   |
| 40. | Eugenia Bujak        | BTC City Ljubljana  | + 6' 07"   |
| 57. | Anna Plichta         | WM3 Pro Cycling     | + 6' 50"   |
| 59. | Małgorzata Jasińska  | Cylance Pro Cycling | + 7' 09"   |

### Etap 3 – 02.07: San Fior - San Vendemiano – 102,5 km
| #    | Zawodnik             | Zespół              | Czas       |
| ---- | -------------------- | ------------------- | ---------- |
| 1.   | Hannah Barnes        | Canyon–SRAM         | 2h 27' 49" |
| 2.   | Lotta Lepistö        | Cervélo–Bigla       | + 0"       |
| 3.   | Kirsten Wild         | Cylance Pro Cycling | + 0"       |
|      |                      |                     |            |
| 16.  | Eugenia Bujak        | BTC City Ljubljana  | + 0"       |
| 20.  | Katarzyna Niewiadoma | WM3 Pro Cycling     | + 0"       |
| 70.  | Małgorzata Jasińska  | Cylance Pro Cycling | + 0"       |
| 105. | Anna Plichta         | WM3 Pro Cycling     | + 13"      |

| #   | Zawodnik             | Zespół              | Czas       |
| --- | -------------------- | ------------------- | ---------- |
| 1.  | Anna van der Breggen | Boels-Dolmans       | 5h 54' 21" |
| 2.  | Annemiek van Vleuten | Orica-Scott         | + 18"      |
| 3.  | Elisa Longo Borghini | Wiggle High5        | + 26"      |
|     |                      |                     |            |
| 6.  | Katarzyna Niewiadoma | WM3 Pro Cycling     | + 2' 37"   |
| 37. | Eugenia Bujak        | BTC City Ljubljana  | + 6' 07"   |
| 55. | Anna Plichta         | WM3 Pro Cycling     | + 7' 03"   |
| 57. | Małgorzata Jasińska  | Cylance Pro Cycling | + 7' 09"   |

### Etap 4 – 03.07: Occhiobello - Occhiobello – 118 km
| #   | Zawodnik             | Zespół              | Czas       |
| --- | -------------------- | ------------------- | ---------- |
| 1.  | Jolien D’Hoore       | Wiggle High5        | 2h 42' 04" |
| 2.  | Chloe Hosking        | Alé–Cipollini       | + 0"       |
| 3.  | Coryn Rivera         | Team Sunweb         | + 0"       |
|     |                      |                     |            |
| 14. | Eugenia Bujak        | BTC City Ljubljana  | + 0"       |
| 33. | Katarzyna Niewiadoma | WM3 Pro Cycling     | + 0"       |
| 57. | Małgorzata Jasińska  | Cylance Pro Cycling | + 0"       |
| 92. | Anna Plichta         | WM3 Pro Cycling     | + 51"      |

| #   | Zawodnik             | Zespół              | Czas       |
| --- | -------------------- | ------------------- | ---------- |
| 1.  | Anna van der Breggen | Boels-Dolmans       | 8h 36' 25" |
| 2.  | Elisa Longo Borghini | Wiggle High5        | + 26"      |
| 3.  | Megan Guarnier       | Boels-Dolmans       | + 1' 56"   |
|     |                      |                     |            |
| 6.  | Katarzyna Niewiadoma | WM3 Pro Cycling     | + 2' 37"   |
| 32. | Eugenia Bujak        | BTC City Ljubljana  | + 6' 07"   |
| 48. | Małgorzata Jasińska  | Cylance Pro Cycling | + 7' 09"   |
| 57. | Anna Plichta         | WM3 Pro Cycling     | + 7' 54"   |

### Etap 5 – 04.07: Sant’Elpidio a Mare - Sant’Elpidio a Mare – 12,7 km
| #   | Zawodnik             | Zespół              | Czas     |
| --- | -------------------- | ------------------- | -------- |
| 1.  | Annemiek van Vleuten | Orica-Scott         | 25' 29"  |
| 2.  | Anna van der Breggen | Boels-Dolmans       | + 41"    |
| 3.  | Elisa Longo Borghini | Wiggle High5        | + 1' 15" |
|     |                      |                     |          |
| 7.  | Katarzyna Niewiadoma | WM3 Pro Cycling     | + 2' 03" |
| 43. | Małgorzata Jasińska  | Cylance Pro Cycling | + 3' 43" |
| 66. | Anna Plichta         | WM3 Pro Cycling     | + 4' 34" |
| 75. | Eugenia Bujak        | BTC City Ljubljana  | + 4' 44" |

| #   | Zawodnik             | Zespół              | Czas       |
| --- | -------------------- | ------------------- | ---------- |
| 1.  | Anna van der Breggen | Boels-Dolmans       | 9h 02' 35" |
| 2.  | Elisa Longo Borghini | Wiggle High5        | + 1' 00"   |
| 3.  | Annemiek van Vleuten | Orica-Scott         | + 1' 36"   |
|     |                      |                     |            |
| 6.  | Katarzyna Niewiadoma | WM3 Pro Cycling     | + 3' 59"   |
| 42. | Eugenia Bujak        | BTC City Ljubljana  | + 10' 10"  |
| 44. | Małgorzata Jasińska  | Cylance Pro Cycling | + 10' 11"  |
| 54. | Anna Plichta         | WM3 Pro Cycling     | + 11' 47"  |

### Etap 6 – 05.07:  Roseto degli Abruzzi - Roseto degli Abruzzi – 116,2 km
| #    | Zawodnik             | Zespół              | Czas       |
| ---- | -------------------- | ------------------- | ---------- |
| 1.   | Lotta Lepistö        | Cervélo–Bigla       | 2h 50' 36" |
| 2.   | Coryn Rivera         | Team Sunweb         | + 0"       |
| 3.   | Giorgia Bronzini     | Wiggle High5        | + 0"       |
|      |                      |                     |            |
| 11.  | Katarzyna Niewiadoma | WM3 Pro Cycling     | + 3"       |
| 36.  | Eugenia Bujak        | BTC City Ljubljana  | + 13"      |
| 57.  | Małgorzata Jasińska  | Cylance Pro Cycling | + 33"      |
| 140. | Anna Plichta         | WM3 Pro Cycling     | + 2' 44"   |

| #   | Zawodnik             | Zespół              | Czas        |
| --- | -------------------- | ------------------- | ----------- |
| 1.  | Anna van der Breggen | Boels-Dolmans       | 11h 53' 11" |
| 2.  | Elisa Longo Borghini | Wiggle High5        | + 1' 03"    |
| 3.  | Annemiek van Vleuten | Orica-Scott         | + 1' 39"    |
|     |                      |                     |             |
| 6.  | Katarzyna Niewiadoma | WM3 Pro Cycling     | + 4' 02"    |
| 38. | Eugenia Bujak        | BTC City Ljubljana  | + 10' 23"   |
| 43. | Małgorzata Jasińska  | Cylance Pro Cycling | + 10' 44"   |
| 69. | Anna Plichta         | WM3 Pro Cycling     | + 14' 31"   |

### Etap 7 – 06.07: Isernia - Baronissi – 145,5 km
| #   | Zawodnik             | Zespół              | Czas       |
| --- | -------------------- | ------------------- | ---------- |
| 1.  | Sheyla Gutiérrez     | Cylance Pro Cycling | 3h 43' 16" |
| 2.  | Soraya Paladin       | Alé–Cipollini       | + 0"       |
| 3.  | Eugenia Bujak        | BTC City Ljubljana  | + 0"       |
|     |                      |                     |            |
| 18. | Małgorzata Jasińska  | Cylance Pro Cycling | + 47"      |
| 31. | Katarzyna Niewiadoma | WM3 Pro Cycling     | + 47"      |
| 78. | Anna Plichta         | WM3 Pro Cycling     | + 9' 02"   |

| #   | Zawodnik             | Zespół              | Czas        |
| --- | -------------------- | ------------------- | ----------- |
| 1.  | Anna van der Breggen | Boels-Dolmans       | 15h 37' 14" |
| 2.  | Elisa Longo Borghini | Wiggle High5        | + 1' 03"    |
| 3.  | Annemiek van Vleuten | Orica-Scott         | + 1' 39"    |
|     |                      |                     |             |
| 6.  | Katarzyna Niewiadoma | WM3 Pro Cycling     | + 4' 02"    |
| 32. | Eugenia Bujak        | BTC City Ljubljana  | + 9' 32"    |
| 40. | Małgorzata Jasińska  | Cylance Pro Cycling | + 10' 44"   |
| 69. | Anna Plichta         | WM3 Pro Cycling     | + 22' 46"   |

### Etap 8 – 07.07: Baronissi - Palinuro – 141,8 km
| #   | Zawodnik             | Zespół              | Czas       |
| --- | -------------------- | ------------------- | ---------- |
| 1.  | Lucinda Brand        | Team Sunweb         | 3h 46' 10" |
| 2.  | Tetyana Ryabchenko   | Lensworld–Kuota     | + 12"      |
| 3.  | Megan Guarnier       | Boels-Dolmans       | + 1' 33"   |
|     |                      |                     |            |
| 7.  | Katarzyna Niewiadoma | WM3 Pro Cycling     | + 1' 33"   |
| 34. | Małgorzata Jasińska  | Cylance Pro Cycling | + 2' 26"   |
| 62. | Anna Plichta         | WM3 Pro Cycling     | + 21' 59"  |
| DNF | Eugenia Bujak        | BTC City Ljubljana  | -          |

| #   | Zawodnik             | Zespół              | Czas        |
| --- | -------------------- | ------------------- | ----------- |
| 1.  | Anna van der Breggen | Boels-Dolmans       | 19h 24' 57" |
| 2.  | Elisa Longo Borghini | Wiggle High5        | + 1' 03"    |
| 3.  | Annemiek van Vleuten | Orica-Scott         | + 1' 39"    |
|     |                      |                     |             |
| 7.  | Katarzyna Niewiadoma | WM3 Pro Cycling     | + 4' 02"    |
| 31. | Małgorzata Jasińska  | Cylance Pro Cycling | + 11' 37"   |
| 69. | Anna Plichta         | WM3 Pro Cycling     | + 43' 12"   |

### Etap 9 – 08.07: Palinuro - Polla – 116,8 km
| #   | Zawodnik             | Zespół              | Czas       |
| --- | -------------------- | ------------------- | ---------- |
| 1.  | Marta Bastianelli    | Alé–Cipollini       | 3h 05' 09" |
| 2.  | Lotta Lepistö        | Cervélo–Bigla       | + 0"       |
| 3.  | Giorgia Bronzini     | Wiggle High5        | + 0"       |
|     |                      |                     |            |
| 27. | Katarzyna Niewiadoma | WM3 Pro Cycling     | + 0"       |
| 65. | Anna Plichta         | WM3 Pro Cycling     | + 11"      |
| 76. | Małgorzata Jasińska  | Cylance Pro Cycling | + 59"      |

| #   | Zawodnik             | Zespół              | Czas        |
| --- | -------------------- | ------------------- | ----------- |
| 1.  | Anna van der Breggen | Boels-Dolmans       | 22h 30' 06" |
| 2.  | Elisa Longo Borghini | Wiggle High5        | + 1' 03"    |
| 3.  | Annemiek van Vleuten | Orica-Scott         | + 1' 39"    |
|     |                      |                     |             |
| 7.  | Katarzyna Niewiadoma | WM3 Pro Cycling     | + 4' 02"    |
| 32. | Małgorzata Jasińska  | Cylance Pro Cycling | + 12' 33"   |
| 65. | Anna Plichta         | WM3 Pro Cycling     | + 43' 23"   |

### Etap 10 – 09.07: Torre del Greco - Torre del Greco – 124 km
| #    | Zawodnik             | Zespół              | Czas       |
| ---- | -------------------- | ------------------- | ---------- |
| 1.   | Megan Guarnier       | Boels-Dolmans       | 3h 09' 37" |
| 2.   | Amanda Spratt        | Orica-Scott         | + 0"       |
| 3.   | Katarzyna Niewiadoma | WM3 Pro Cycling     | + 0"       |
|      |                      |                     |            |
| 80.  | Małgorzata Jasińska  | Cylance Pro Cycling | + 7' 42"   |
| 126. | Anna Plichta         | WM3 Pro Cycling     | + 11' 16"  |

| #   | Zawodnik             | Zespół              | Czas        |
| --- | -------------------- | ------------------- | ----------- |
| 1.  | Anna van der Breggen | Boels-Dolmans       | 25h 39' 43" |
| 2.  | Elisa Longo Borghini | Wiggle High5        | + 1' 03"    |
| 3.  | Annemiek van Vleuten | Orica-Scott         | + 1' 39"    |
|     |                      |                     |             |
| 6.  | Katarzyna Niewiadoma | WM3 Pro Cycling     | + 3' 58"    |
| 34. | Małgorzata Jasińska  | Cylance Pro Cycling | + 20' 14"   |
| 68. | Anna Plichta         | WM3 Pro Cycling     | + 54' 39"   |

## Liderki klasyfikacji po etapach
| Etap                 | Zwyciężczyni         | Klasyfikacja generalna · | Klasyfikacja punktowa · | Klasyfikacja górska · | Klasyfikacja młodzieżowa · | Klasyfikacja drużynowa · |
| -------------------- | -------------------- | ------------------------ | ----------------------- | --------------------- | -------------------------- | ------------------------ |
| 1 (TTT)              | Boels-Dolmans        | Karol-Ann Canuel         | nie przyznawano         | nie przyznawano       | Amalie Dideriksen          | Boels-Dolmans            |
| 2                    | Annemiek van Vleuten | Anna van der Breggen     | Annemiek van Vleuten    | Annemiek van Vleuten  | Floortje Mackaij           | Boels-Dolmans            |
| 3                    | Hannah Barnes        | Anna van der Breggen     | Annemiek van Vleuten    | Annemiek van Vleuten  | Floortje Mackaij           | Boels-Dolmans            |
| 4                    | Jolien D’Hoore       | Anna van der Breggen     | Hannah Barnes           | Annemiek van Vleuten  | Floortje Mackaij           | Boels-Dolmans            |
| 5 (ITT)              | Annemiek van Vleuten | Anna van der Breggen     | Annemiek van Vleuten    | Annemiek van Vleuten  | Floortje Mackaij           | Boels-Dolmans            |
| 6                    | Lotta Lepistö        | Anna van der Breggen     | Annemiek van Vleuten    | Annemiek van Vleuten  | Floortje Mackaij           | Boels-Dolmans            |
| 7                    | Sheyla Gutiérrez     | Anna van der Breggen     | Annemiek van Vleuten    | Annemiek van Vleuten  | Floortje Mackaij           | Boels-Dolmans            |
| 8                    | Lucinda Brand        | Anna van der Breggen     | Annemiek van Vleuten    | Annemiek van Vleuten  | Cecilie Uttrup Ludwig      | Boels-Dolmans            |
| 9                    | Marta Bastianelli    | Anna van der Breggen     | Annemiek van Vleuten    | Annemiek van Vleuten  | Cecilie Uttrup Ludwig      | Boels-Dolmans            |
| 10                   | Megan Guarnier       | Anna van der Breggen     | Annemiek van Vleuten    | Annemiek van Vleuten  | Cecilie Uttrup Ludwig      | Boels-Dolmans            |
| Klasyfikacja końcowa | Klasyfikacja końcowa | Anna van der Breggen     | Annemiek van Vleuten    | Annemiek van Vleuten  | Cecilie Uttrup Ludwig      | Boels-Dolmans            |

## Klasyfikacje końcowe

### Klasyfikacja generalna
|    | Zawodnik             | Zespół              | Czas        |
| -- | -------------------- | ------------------- | ----------- |
| 1  | Anna van der Breggen | Boels-Dolmans       | 25h 39' 43" |
| 2  | Elisa Longo Borghini | Wiggle High5        | + 1' 03"    |
| 3  | Annemiek van Vleuten | Orica-Scott         | + 1' 39"    |
| 4  | Megan Guarnier       | Boels-Dolmans       | + 2' 57"    |
| 5  | Amanda Spratt        | Orica-Scott         | + 3' 26"    |
| 6  | Katarzyna Niewiadoma | WM3 Pro Cycling     | + 3' 58"    |
| 7  | Lucinda Brand        | Team Sunweb         | + 4' 12"    |
| 8  | Karol-Ann Canuel     | Boels-Dolmans       | + 5' 26"    |
| 9  | Claudia Lichtenberg  | Wiggle High5        | + 6' 09"    |
| 10 | Arlenis Sierra       | Astana Women’s Team | + 6' 19"    |
|    |                      |                     |             |
| 34 | Małgorzata Jasińska  | Cylance Pro Cycling | + 20' 14"   |
| 68 | Anna Plichta         | WM3 Pro Cycling     | + 54' 39"   |

### Klasyfikacja punktowa
|   | Zawodnik             | Zespół          | Punkty |
| - | -------------------- | --------------- | ------ |
| 1 | Annemiek van Vleuten | Orica-Scott     | 47     |
| 2 | Lotta Lepistö        | Cervélo–Bigla   | 39     |
| 3 | Anna van der Breggen | Boels-Dolmans   | 38     |
|   |                      |                 |        |
| 9 | Katarzyna Niewiadoma | WM3 Pro Cycling | 26     |

### Klasyfikacja górska
|    | Zawodnik             | Zespół          | Punkty |
| -- | -------------------- | --------------- | ------ |
| 1  | Annemiek van Vleuten | Orica-Scott     | 26     |
| 2  | Elisa Longo Borghini | Wiggle High5    | 18     |
| 3  | Anna van der Breggen | Boels-Dolmans   | 8      |
|    |                      |                 |        |
| 10 | Katarzyna Niewiadoma | WM3 Pro Cycling | 5      |

### Klasyfikacja młodzieżowa
|   | Zawodnik              | Zespół              | Czas        |
| - | --------------------- | ------------------- | ----------- |
| 1 | Cecilie Uttrup Ludwig | Cervélo–Bigla       | 25h 49' 36" |
| 2 | Nikola Nosková        | Bepink–Cogeas       | + 1' 04"    |
| 3 | Sofia Bertizzolo      | Astana Women’s Team | + 3' 28"    |

### Klasyfikacja drużynowa
| M-ce | Zespół        | Czas        |
| ---- | ------------- | ----------- |
| 1.   | Boels-Dolmans | 76h 38′ 22″ |
| 2.   | Team Sunweb   | + 13' 09"   |
| 3.   | Alé–Cipollini | + 13' 44"   |